# Goumori
Goumori est un arrondissement du département de l'Alibori, au nord du Bénin. 

## Géographie

### Administration
C'est une division administrative sous la juridiction de la commune de Banikoara. C'est un Arrondissement qui comprend huit villages : Goumori A; Goumori B;  Goumori-Peulh, Gbassa; Dombouré-Bariba, Dombouré-Peulh, Gbangbanga et Mondoukoka,,,.

## Population et société
Sa population s'élevait à 33241 habitants selon un rapport de février 2016 de l'Institut National de la Statistique et de l'Analyse Économique (INSAE) du Bénin intitulé Effectifs de la population des villages et quartiers de ville du Bénin (RGPH-4, 2013).